# Arondismentul Pointe-à-Pitre
Arondismentul Pointe-à-Pitre (în franceză Arrondissement de Pointe-à-Pitre) este un arondisment din Guadelupa, Franța.

## Subdiviziuni

### Cantoane
- Cantonul Les Abymes-1
- Cantonul Les Abymes-2
- Cantonul Les Abymes-3
- Cantonul Les Abymes-4
- Cantonul Les Abymes-5
- Cantonul Anse-Bertrand
- Cantonul Capesterre-de-Marie-Galante
- Cantonul La Désirade
- Cantonul Grand-Bourg
- Cantonul Le Gosier-1
- Cantonul Le Gosier-2
- Cantonul Morne-à-l'Eau-1
- Cantonul Morne-à-l'Eau-2
- Cantonul Le Moule-1
- Cantonul Le Moule-2
- Cantonul Petit-Canal
- Cantonul Pointe-à-Pitre-1
- Cantonul Pointe-à-Pitre-2
- Cantonul Pointe-à-Pitre-3
- Cantonul Saint-Louis
- Cantonul Saint-François
- Cantonul Sainte-Anne-1
- Cantonul Sainte-Anne-2

### Comune
| 1. Les Abymes (97101)   | 2. Anse-Bertrand (97102)   | 3. Capesterre-de-Marie-Galante (97108) | 4. La Désirade (97110)     |
| 5. Le Gosier (97113)    | 6. Grand-Bourg (97112)     | 7. Morne-à-l'Eau (97116)               | 8. Le Moule (97117)        |
| 9. Petit-Canal (97119)  | 10. Pointe-à-Pitre (97120) | 11. Port-Louis (Guadalupe) (97122)     | 12. Saint-François (97125) |
| 13. Saint-Louis (97126) | 14. Sainte-Anne (97128)    |                                        |                            |